# 自由保育
自由保育（じゆうほいく）は、保育手法のひとつで、何か決まったお遊戯、遊び、リトミックなどを「みんなで一緒に」行う設定保育の対語で、特に何をするという設定を置かず、自由に遊ばせることをいう。
全くの自由というわけではなく、児童たちがどういうことを誰と一緒にどんなふうに遊ぶかを観察することもできるし、またその遊び行動の中から園児たちの社会の中のソシオメトリーのようなものも見えてくる。なにもしないということではなく、これも保育の形のひとつなのである。
自由保育が、放任保育のように、ただ遊ばせるだけの保育と誤解を受ける場合があったので、自由保育という言葉を、使わず「自主選択保育」や「選択性保育」「自主選択性保育」と言われることもあるが、
まだ、確立されていない。自由保育の反対は、設定保育（一斉保育）という。